# Üvegbetegség

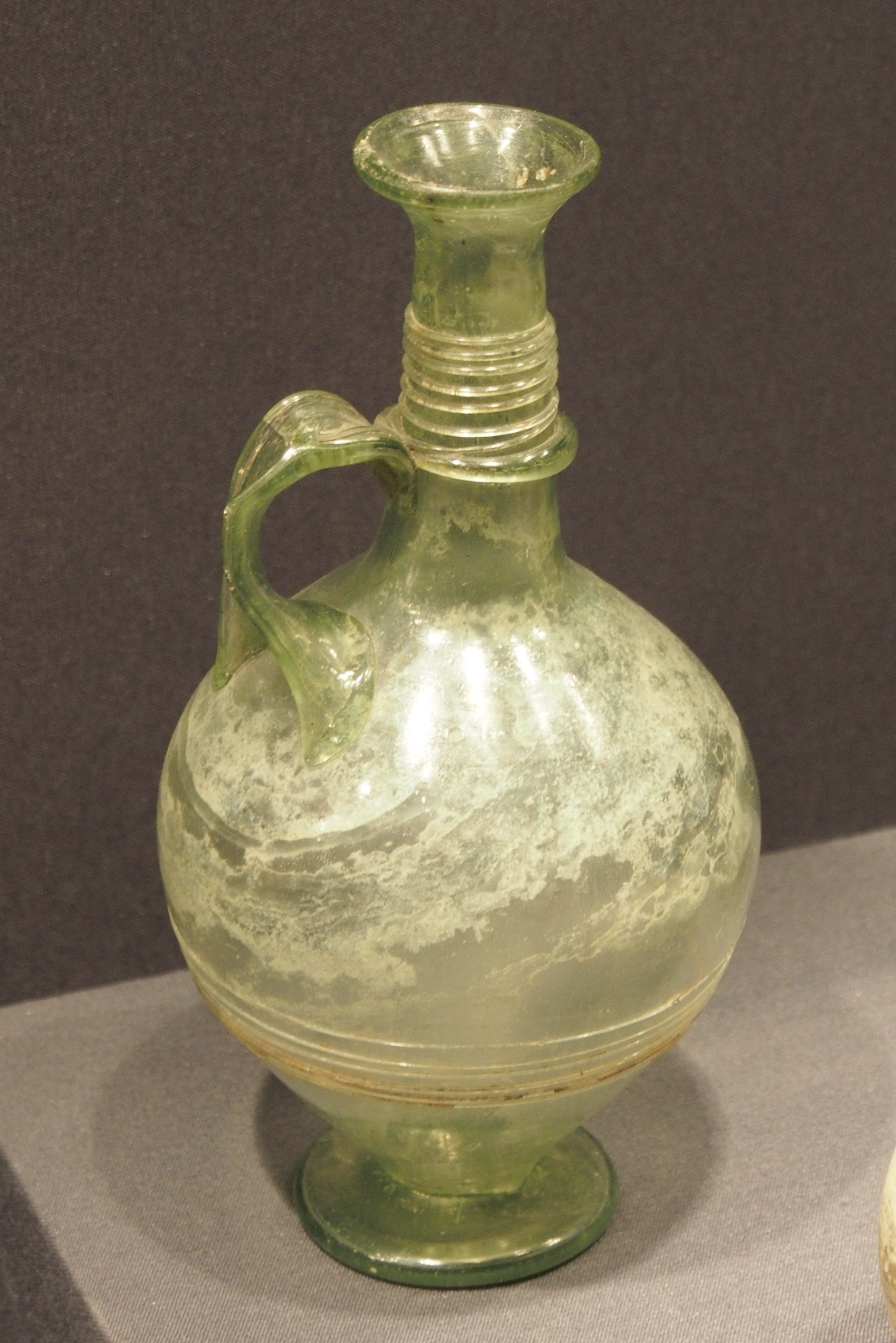
Üvegbetegség ókori római vázán

Az üvegbetegség az üveg szerkezeti megváltozása és az üveg felületének elhomályosodása különböző fizikai, illetve kémiai hatások miatt. Az érintett átlátszó üvegtárgyakon látható homályt egy mikroszkopikusan vékony réteg okozza. Az évtizedekig, évszázadokig földben levő tárgyak felszíne tipikusan koszos-szivárványos.
Az üvegbetegség különböző elemek, mint nátrium, kálium, kalcium, bárium és bór oxidjainak kiválásával kezdődik. Az érintett helyeken megváltoznak a fizikai tulajdonságok. Kiválik egy gélréteg, ami a beható anyag ionjaival fátyolszerű bevonatot képez. Ez rontja a felszín átlátszóságát, és mikroszkopikus töréseket okoz. A kilúgozott elemekből és a levegő savképző gázaiból másodlagos korróziótermékek képződhetnek.
Az üvegbetegség lassítható bizonyos oxidok hozzáadásával. Erre alkalmas az alumínium-oxid, cirkónium-oxid, bór-trioxid kisebb mennyiségben, vagy a szilícium-dioxid mennyiségének növelése. A bór-trioxid nagyobb mennyisége újra növeli az üvegbetegségre való hajlamot. Speciális foszfát-, illetve boroszilikát üvegekben fázisváltozások is végbemennek, melyet kihasználnak a Vycor-folyamatban.
Savas környezetben az üveg felszínének kationjai cserélődnek az oxóniumionokból származó protonokkal. Ha a keletkező sókat a víz elmossa, akkor az üveg felszínén létrejövő gélréteg fékezi a további üvegbetegséget. Ha pedig a víz nem mossa el a sókat, akkor azok lerakódnak az üvegben. Az ionok cserélődnek semleges környezetben is, ám ekkor a kiváló kationok alkalizálják a környezetet. Lúgos környezetben az üveg szerkezeti hálózatából SiO−-ionok válnak ki, és cserélődnek OH–-ionokkal, ami roncsolja az üveg szerkezetét. Ha a víz nem mossa el a sókat, akkor a folyamat felgyorsul. Emiatt az üvegeket enyhén savas közegben kell szállítani és tárolni.
A magas pH mellett a folyadék alacsony sótartalma és a meleg is gyorsítja a folyamatot. A mosogatógépben a lágy víz, vagy a savas eső az ablaküvegen gyorsítja az ásványi anyagok kiválását az üvegen.
Az üvegbetegség mérésére különböző szabványosított eljárások léteznek, melyek szabályozzák többek között az üveg ellenállását is vízzel, savakkal, bázisokkal vagy az időjárással szemben.
Az üvegbetegség nemcsak probléma, hanem eszköz is a környezetszennyezés mérésére. Az üvegszenzormódszer speciális érzékeny üvegpreparátumokkal méri a szervetlen anyagokra ható korróziós folyamatokat. Ezt a módszert eredményesen használják a műemlékvédelemben, a múzeumok működtetésében, és a környezetmonitorozásban. Templomablakok védőüvegének vizsgálatára és optimalizálására is használják.
Az 1980-as évek óta végeznek tanulmányokat történelmi üvegablakok korróziós folyamatairól. A kutatók 11.–16. századi üvegeket vizsgálnak, melyek magasabb kálium- és kalcium-oxid-tartalmuk miatt kémiailag érzékenyebbek a környezeti behatásokkal szemben. Egy 66 százalék alatti szilícium-dioxidtartalom növeli az érzékenységet az időjárással szemben. A műemlékek üvegablakainak védelméért korrózióval szembeni védelmet alakítottak ki szervesen módosított szilikátokkal, az úgynevezett ORMOCER-t.

## Fordítás
Ez a szócikk részben vagy egészben  a   Glaskorrosion című német Wikipédia-szócikk fordításán alapul.  Az eredeti cikk szerkesztőit annak laptörténete sorolja fel. Ez a jelzés csupán a megfogalmazás eredetét és a szerzői jogokat jelzi, nem szolgál a cikkben szereplő információk forrásmegjelöléseként.